# Германские войны
Германские войны — вооружённые столкновения римлян с германскими племенами. Начались при Юлии Цезаре и завершились ликвидацией Западной Римской империи в 476 году. 

## При Октавиане Августе
При императоре Августе в 16 году до н. э. одно из германских племён, сигамбры, вторглось в римские провинции и нанесло поражение войскам римского наместника Лоллия, пытавшегося задержать их на Рейне. Пасынок императора, Друз, решил перенести войну вглубь Германии для ограждения их набегов и для распространения римского владычества за Рейн. Почти два года (15—13 годы до н. э.) провел Друз в приготовлениях к походу, обучая войска и укрепляя важные пункты на Рейне, заключил союз с батавами, жившими между Ваалом и Маасом, и прорыл канал, соединявший Рейн с Исселем (теперь Эйссел и Ауде-Эйссел). С 13 по 9 год до н. э. он совершил 5 походов в Германию. В 1-й поход Друз разбил сигамбров при Идиставизо (теперь Минден) и оттеснил их за Рейн. Вслед затем, он приступил к осуществлению плана, для которого и был прорыт рейнский канал, — подняться по Исселю во Флевонское озеро (теперь Зёйдерзе) и укрепиться между Эмсом и Везером, но этот план не удался: римские матросы не проявили искусства, опытности и знаний, необходимых для плавания по Северному морю. Несмотря на то, что германцы всюду поднялись на отчаянную борьбу с римлянами, Друз несколько раз прошел победоносно все пространство между Немецким морем и верховьями Везера и Липпе, где построил крепость Ализо (ныне Эльзен, близ Падерборна).
Во 2-й поход (12 год до н. э.) Друз вторгся в земли узипетов и сигамбров, a в 11 году до н. э. предпринял поход против хаттов, живших на пространстве от Майна до Вестфалии.
В 9 году до н. э. он повторил вторжение из Майнца, проник в Тюрингию, занятую гермундурами, и, повернув на северо-запад к Гарцу, победоносно прошел страну херусков и достиг Эльбы. Наступление зимы не позволило ему идти далее, и он отошел к Рейну. После его смерти старший пасынок Августа, брат Друза Тиберий (впоследствии император, 14—37 годы) в 8 году до н. э. вновь углубился в германские земли до Эльбы.
В 4 году н. э. Тиберий предпринял новый поход и опять достиг Эльбы, поддерживаемый римским флотом, вошедшим в реку. Все германские племена, встречавшиеся на пути, были покорены и подчинились добровольно.
После поражения римлян в 9 году в Тевтобургском лесу Тиберий в 11 году в 3-й раз появился на Рейне, но ограничился лишь укреплением линии этой реки и охраной Галлии, a вслед затем вернулся в Рим, передав командование легионами своему племяннику Германику, с успехом продолжавшему войну до 17 года.

## Поздняя Римская империя
Спустя два век при императоре Каракалле, в 212—214 годах, походы римских войск возобновились.
В 234—235 годах императоры Александр Север и Максимин совершили несколько победоносных походов за Рейн.
При будущем императоре Юлиане (361—363), бывшим в то время еще наместником Галлии, войны с германцами возобновились. Собрав все силы, Юлиан весной 356 года выступил из Виенна на выручку осажденному аллеманами городу Аугустодунуму, принудил варваров снять осаду, преследовал их через реки Реймс и Дьез и, наконец, нанёс поражение при Брумпте. После этого он восстановил разрушенный Кёльн, двинулся на юг и, соединившись с другой римской армией, вытеснил югунтов из Базеля и Реции. Тем временем аллеманы численность до 35 тыс. человек перешли Рейн и снова оккупироваили Галлию. Их конунг Хнодомар пытался задержать римлян y Дурокартурума (близ нынешнего Рейнфельдена), но был разбит и отошел к Страсбургу, где Юлиан в 357 году нанёс ему такое сильное поражение, что надолго обеспечил границы империи от набегов германцев.
В 358 году римляне оттеснил салических франков в Токсандрию, a хамавов отбросил за Рейн.
В 359 году римляне нанесли поражение германским конунгам Суомару и Горману, после чего дважды переходил через Рейн и принудил аллеманов просить мира.
Не доверяя варварам, Юлиан распорядился восстановить вдоль всего Рейна линии римских укреплений.

### Остготы
Вестготский вождь Атанарих вёл 3-летнюю борьбу с Римской империей (366—369), окончившуюся выгодным для вестготов миром. Когда около 376 г. гунны победив остготов, напали и на западных их соседей, то один только Атанарих сделал попытку сопротивления, укрепившись на правом берегу Днестра. Не будучи в состоянии противостоять врагам, он, тем не менее, не подчинился им, а удалился со всем своим народом в горы Трансильвании и занял Седмиградскую область. Остальная часть вестготов, спасаясь от гуннов, перешла через Дунай под начальством Фридигерна и Алавива; император Валент отвел им земли во Фракии. Мучимые голодом и притесняемые римскими наместниками готы скоро восстали. Выступивший против них император Валент был разбит и убит ими при Адрианополе (378). Фридигерн вскоре после этого умер (ок. 380); его место во главе вестготов занял Атанарих, который по неизвестным причинам не мог удержаться в Трансильвании. Он тотчас же заключил мир с Феодосием Великим. Хотя он вскоре умер, тем не менее, договор, заключенный им с империей, оставался в силе до самой смерти Феодосия; многие знатные вестготы поступали в римскую армию и часто достигали очень видных положений. Положение дел изменилось, когда в 395 г. умер Феодосий Великий. Слабый его преемник, Аркадий, не сумел поддержать дружбы с готами; последние возмутились и в 395 г. избрали себе короля в лице Алариха — первого, соединившего в своей руке власть над всеми вестготами. Он опустошил весь Балканский полуостров. На помощь Византии поспешил правитель Западной империи Стиликон, принудивший Алариха к заключению мирного договора (396). По этому договору вестготам был предоставлен Эпир. Но уже в 400 г. Аларих предпринял первый свой поход в Италию, кончившийся миром 402 г., по которому Аларих вновь отступил в Иллирию. Когда Стиликон в 408 г. пал от руки убийцы, Аларих вновь вторгся в Италию. Слабохарактерный император Гонорий не имел ни войска, ни полководцев. Аларих беспрепятственно проник до южных оконечностей полуострова. Так как переговоры с Гонорием ни к чему не приводили (Аларих требовал для своего народа продовольствия, дани и земель в северо-восточных провинциях империи), то царь вестготов в августе 410 г. занял и разграбил Рим. После неудавшейся попытки завладеть Африкой (буря разбила готский флот) Аларих умер еще в том же 410 году. Его зять и преемник Атаульф (410—415) продолжал переговоры и борьбу с Гонорием, но видя, что утвердиться в Италии невозможно, в 412 г. со всем своим народом удалился в Южную Галлию, которая, может быть, формально была уступлена ему Гонорием. Он победил и убил узурпатора Иовина, занял важнейшие города (Нарбонну, Тулузу, Бордо), но основать здесь твердое вестготское царство ему не удалось, несмотря на то, что он женился в 414 г. на Плацидии, сестре Гонория, и искал мира с империей. Валья (415—419) несколько лет сряду успешно боролся с вандалами, аланами и свевами в Испании. Вернувшись в Южную Галлию, он получил от империи в силу формального договора всю провинцию Аквитанию («вторую»), где он и основал первое вестготское государство, получившее, по главному городу Тулузе, название «тулузского» («толозанского»).

### Вандалы
Переселение вандалов с берегов Одера на юг началось во второй половине II века. Они принимают участие в маркоманской войне, и в 174 году император Марк Аврелий отводит асдингам земли в Дакии. В этом движении участвовали, вероятно, и силинги, хотя прямых указаний на последних мы не имеем. В Дакии вандалы оставались до тридцатых годов IV века; за все это время мир с римлянами был прерван, насколько известно, только один раз, в 271 году, при Аврелиане. При заключении мира во главе вандалов находим двух королей, из которых один, вероятно, асдинг, другой — силинг.
Из Дакии вандалы были вытеснены готами, которые, под предводительством короля Гебериха, нанесли им сильное поражение, причем пал король асдингов Визимар. Вандалы обратились за помощью к императору Константину, который перевел весь народ на правый берег Дуная, в Паннонию. За это они должны были поставлять империи вспомогательные войска (вандалы славились своею конницею). Но и в Паннонии они оставались недолго. В самом начале V века, теснимые, вероятно, гуннами, они, под предводительством Годегизеля, вероятно, короля асдингов, направляются всем народом вверх по Дунаю к Рейну, в Галлию. К ним по дороге присоединилась часть свевов (т. е. маркоманов, живших в нынешней Богемии) и часть алан (ираноязычного народа); те и другие сохраняли пока политическую независимость. Король Годегизель пал уже в 406 году, в борьбе с франками на Рейне, после чего соединенные полчища вандалов, свевов и алан, опустошив Галлию, перешли через Пиренеи в цветущую Испанию, которую разделили между собой по жребию. Асдинги (с королем Гунтарихом во главе), вместе с свевами, получили северо-западную часть полуострова (Галлецию), аланы поселились в средней и юго-западной полосе (Лузитании), наконец, силинги с королем Фриубальдом получили южную часть (Бетику). Память о пребывании их здесь сохранилась в названии «Андалузия». Римское правительство было принуждено признать это положение дел официально, но втайне изыскивало средства отделаться от непрошеных гостей. В 416 г. оно призвало на помощь против вандалов вестготского короля Валью который действительно победил силингов и, взяв в плен их короля, отослал его к императору. Лишенные вождя и ослабленные непосильной борьбой, силинги отказались от политической независимости и добровольно подчинились королю асдингов. Точно так же поступили в 418 г. аланы, король которых тоже пал в борьбе с готами. Власть короля асдингов, носящего с этого времени титул короля вандалов и алан, сильно возросла вследствие этих событий. Тем не менее, вандалы недолго оставались в Испании: в 427 г. римский наместник в Африке, Бонифаций, восставший против правительства, пригласил вандалов в Африку, одну из самых цветущих провинций Римской империи, обещая уступить им часть ее. Вандалы приняли это предложение, и в мае 429 г. король Гейзерих, брат и преемник Гунтариха, павшего в 427 г., со всем своим народом (пο одним данным — 50000, по другим — 80000 душ) переправился через Гибралтарский пролив. Бонифаций, успевший тем временем примириться с императрицей Плацидией, матерью Валентиниана III, хотел склонить его к возвращению; но было уже поздно. Почтя не встречая серьезного сопротивления, Гейзарих быстро занял большую часть римских владений; его завоевания были официально признаны за ним договором, заключенным с Римом в 434 г. В 442 г. Валентиниан уступил ему и Kapфаген, город, занятый вандалами, впрочем, уже тремя годами раньше: сюда была перенесена теперь резиденция королей. В 450 г. Гейзарих, пользуясь смутами, возникшими в Риме, занял и разграбил этот город, причем пострадали главным образом католические церкви, сокровища которых все были увезены вандалами. Этому событию вандалы обязаны тем, что имя их стало нарицательным для обозначения диких, ничего не щадящих грабителей. Между пленниками, увезенными Гейзарихом в Африку, находилась и императрица Евдокия, вдова Валентиниана, с двумя дочерьми: одну из последних, Евдокию, король впоследствии выдал замуж за своего сына Гунариха. Вслед за тем Гейзарих занял и те области в Африке, которые еще оставались во власти римлян. После многочисленных войн и хищнических набегов на все провинции империи, прилегавшие к Средиземному морю, Гейзарих умер в 477 году.

### Одоакр
Германский вождь Одоакр из племени ругиев или скиров, живших в долине Дуная, около 470 года поступил в Италии на военную службу и в 476 году был в числе императорских телохранителей. Когда Орест, главный начальник войск, составленных по преимуществу из германских наемников, изгнал императора Непота и возвел в императоры своего собственного сына Ромула Августула, германские наемники потребовали себе определенных участков для поселения, а именно третью часть земель, принадлежавших римлянам. Орест отказал в этом; тогда большинство наемников возвело в короли Одоакра (22 августа 476 года). Он победил при Павии Ореста, умертвил его, Ромула Августула заставил отказаться от власти, назначив ему известное содержание; войску своему отвел земли для поселения.